# سیگنال آنالوگ

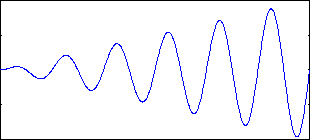
نمونه یک سیگنال سینوسی

سیگنال آنالوگ (به انگلیسی: Analog Signal) سیگنالی است که دامنهٔ (انگلیسی: Amplitude) آن می‌تواند هر عدد حقیقی باشد. برخلاف سیگنال دیجیتال، در سیگنال آنالوگ، کوچک‌ترین تغییرات سطح سیگنال نیز دارای مفهومند و در نظر گرفته می‌شوند. در حقیقت سیگنال آنالوگ با زمان تغییر می‌کند و دامنه آن محدود است. طیف فرکانسی این سیگنال هم محدود و پیوسته‌است.
در یک سیگنال الکتریکی آنالوگ، ولتاژ یا فرکانس سیگنال دارای اطلاعات است، مانند یک سیگنال مخابراتی.
دما، نور، صدا و سایر پدیده‌های فیزیکی که به ولتاژ تبدیل شده‌اند، نمونه‌هایی از سیگنال آنالوگ هستند. سیگنال خروجی یک میکروفون، نمونهٔ کامل یک سیگنال آنالوگ است.
مدارهای الکترونیکی، عملیاتی همچون دریافت سیگنال، تقویت، فیلترکردن و انتقال آن را انجام می‌دهند.

## نام‌گذاری
از آنجاکه دامنهٔ سیگنال آنالوگ، نمادی از یک کمیتِ در حال تغییر با زمان است، به آن آنالوگ (به معنای قیاس‌پذیر یا مشابه) می‌گویند، یعنی قیاس‌پذیر یا مشابهِ یک کمیت دیگر است.